# خرابة المودل (بعدان)

تعديل مصدري - تعديل

خرابة المودل محلة تابعة لقرية المناوب، التابعة لعزلة الحرث بمديرية بعدان إحدى مديريات محافظة إب في الجمهورية اليمنية، بلغ تعداد سكانها 63 حسب تعداد اليمن لعام 2004.